# Arkansas (folyó)
Az Arkansas (angolul Arkansas River, pauni nyelven Kícka) a Mississippi jobb oldali mellékfolyója, amely a Sziklás-hegységben ered és délkeleti irányban átszeli az Egyesült Államok Colorado, Kansas, Oklahoma és Arkansas államait. Hossza 2 364 km, amivel az USA 6. és a világ 45. leghosszabb folyója, egyúttal a Missouri után a Mississippi második leghosszabb mellékfolyója. Vízhozamban azonban elmarad a Missouri és az Ohio mögött. 1821-től 1845-ig, amikor Texas csatlakozott az USA-hoz, az Arkansas volt az Egyesült Államok és Mexikó közötti határfolyó.

## Vízrajza

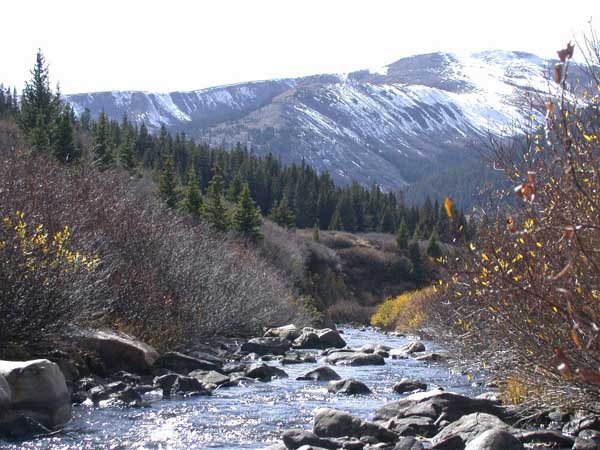
Az Arkansas felső folyása

Az Arkansas a coloradói Leadville mellett ered 2 965 méter magasan. A majdnem 2500 kilométeres folyó három szakaszra osztható. Felső szakaszán a Sziklás-hegységben sebes folyású, szűk völgybe szorított, meredeken eső hegyi folyó. 193 km hosszú szakaszon 1400 métert esik. Ez a rész (a Granite városa melletti The Numbers, Brown's Canyon, Royal Gorge) tavasszal és nyáron a vadvízi evezés szerelmeseinek, valamint a pisztránghorgászok kedvence.
Cañon City után a folyóvölgy láthatóan kiszélesedik és laposabbá válik. Pueblótól nyugatra az Arkansas eléri a Nagy-síkságot és innentől kezdve egészen a torkolatáig tipikus széles medrű, síksági folyó, melynek alacsony partjait az árvíz gyakran átlépi. Arkansas állam Desha megyéjében a valamikor Napoleon város mellett torkollik a Mississippibe. Nagyobb mellékfolyói a Canadian, a Cimarron, a Salt Fork Arkansas, a Verdigris, a Grand River, az oklahomai Illinois (nem összetévesztendő az Illinois állambeli folyóval) és a Poteau.
Nagyobb folyami hajókkal az Arkansas egészen Muskogee-ig járható, hála a 20. század elején épített folyószabályozó gátrendszernek (McClellan-Kerr Arkansas River Navigation System); afölött azonban csak kis hajók és csónakok hajózhatnak.
A folyó menti nagyobb városok: Pueblo, Wichita, Tulsa, Muskogee, Fort Smith, Little Rock és Pine Bluff.

## Vízhasználati viták
Kansas és Colorado állam között 1902 óta folyamatosak a viták az Arkansas vizének felhasználása miatt: Kansas úgy véli, hogy szomszédja túl sok vizet emel ki belőle. Hosszas pereskedés után 1949-ben a Kongresszus elfogadta a vízmegosztási egyezményt, de a kedélyek máig sem nyugodtak meg teljesen. 1965-ben Kansas Oklahomával kötött egyezményt a folyó vizének felhasználásáról és a vízszennyezés csökkentéséről.
A Kansas közepén mért átlagos vízhozam 1984 és 2003 között az öntözésre kiemelt vízmennyiség növekedése miatt 7 m³/s-ről 1,5 m³/s-re esett vissza.

## Történelem

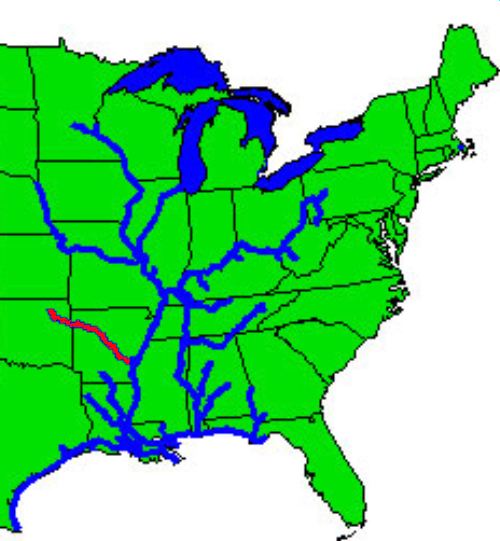
A Kerr-McClellan gátrendszer (vörössel) Amerika vízrajzi térképén

Az Arkansas mentén sok ezer év óta laknak indiánok. Az első európaiak, akik megpillantották a folyót, a spanyol Coronado-expedíció tagjai voltak 1541. június 29-én. Nagyjából ugyanekkor Hernando de Soto is felfedezte az Arkansas torkolatát a Mississippin. A spanyolok eredetileg Napestének hívták a folyót, az Arkansas név (Akansa formában) első említése Jacques Marquette atya 1673-as naplójából való.
1819-ben az Adams-Onís szerződés alapján az Arkansas az Egyesült Államok és Spanyol-Mexikó közötti határ részét képezte. A helyzet 1846-ban, Texas annexiója után változott meg.
A vasút megépítéséig a nyugatra, Santa Fébe vezető fő kereskedelmi útvonal kansasi része az Arkansas mentén vezetett. Az 1880-as években hatalmas öntözőcsatornák épültek, melyek a folyó vizét száz mérföldnyire is elvitték és 300 km²-nyi területet öntöztek velük.
2002. május 26-án az Interstate-40 főút Arkansas fölött átívelő hídja összeomlott, amikor egy hajóvontató nekiütközött egyik pillérjének. A szerencsétlenségnek 14 halálos áldozata volt.
2010. december 29-én egy nagyarányú halpusztulás következményeképpen legalább 100 ezer árnyékhal teteme sodródott ki a folyó  partjaira. A vizsgálat megállapította, hogy a pusztulást feltehetően az Ozark Dam túlfolyójának megnyitását követő gázbuborék-trauma okozta. 

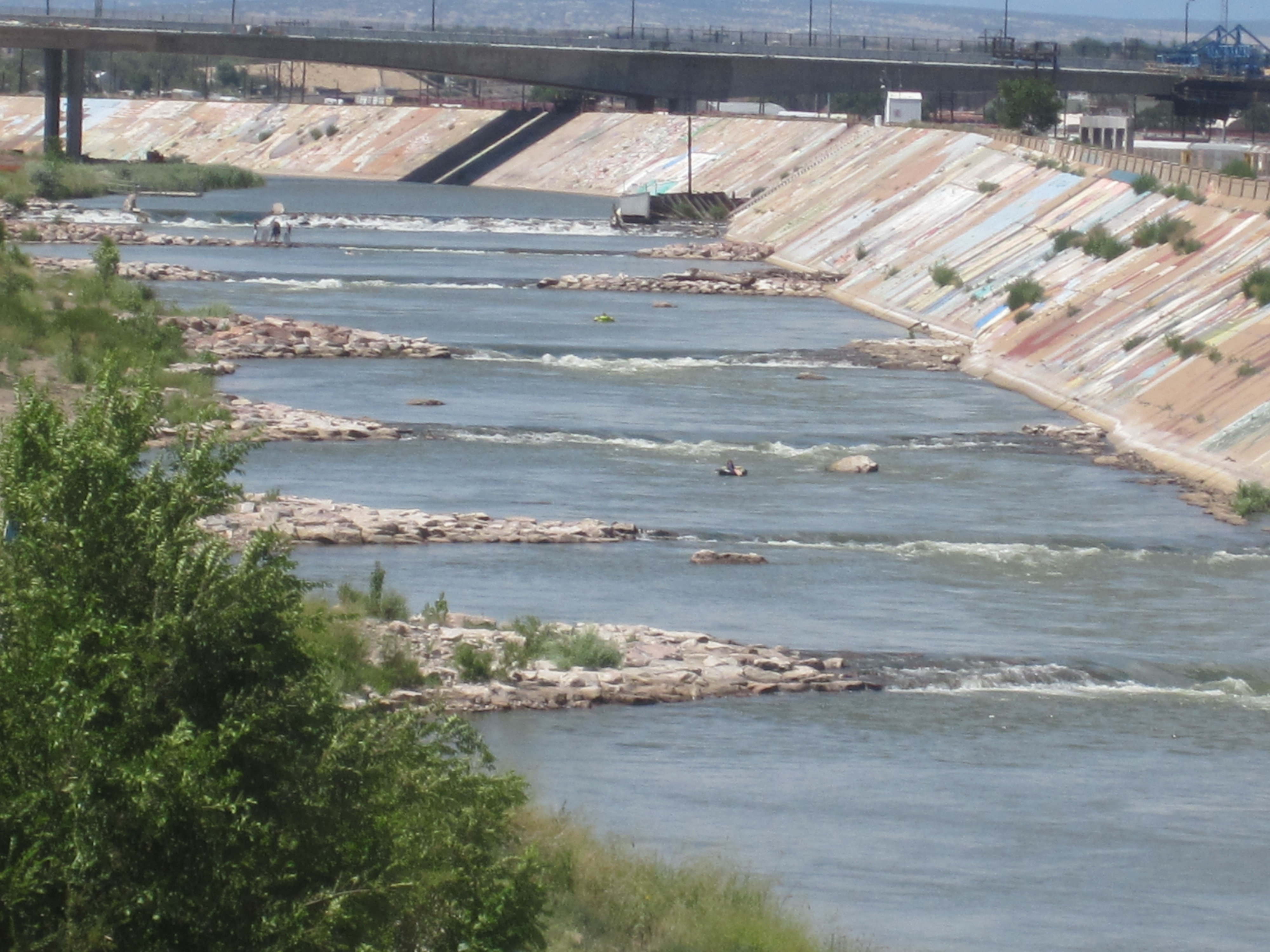
Az Arkansas-folyó Pueblo belvárosában
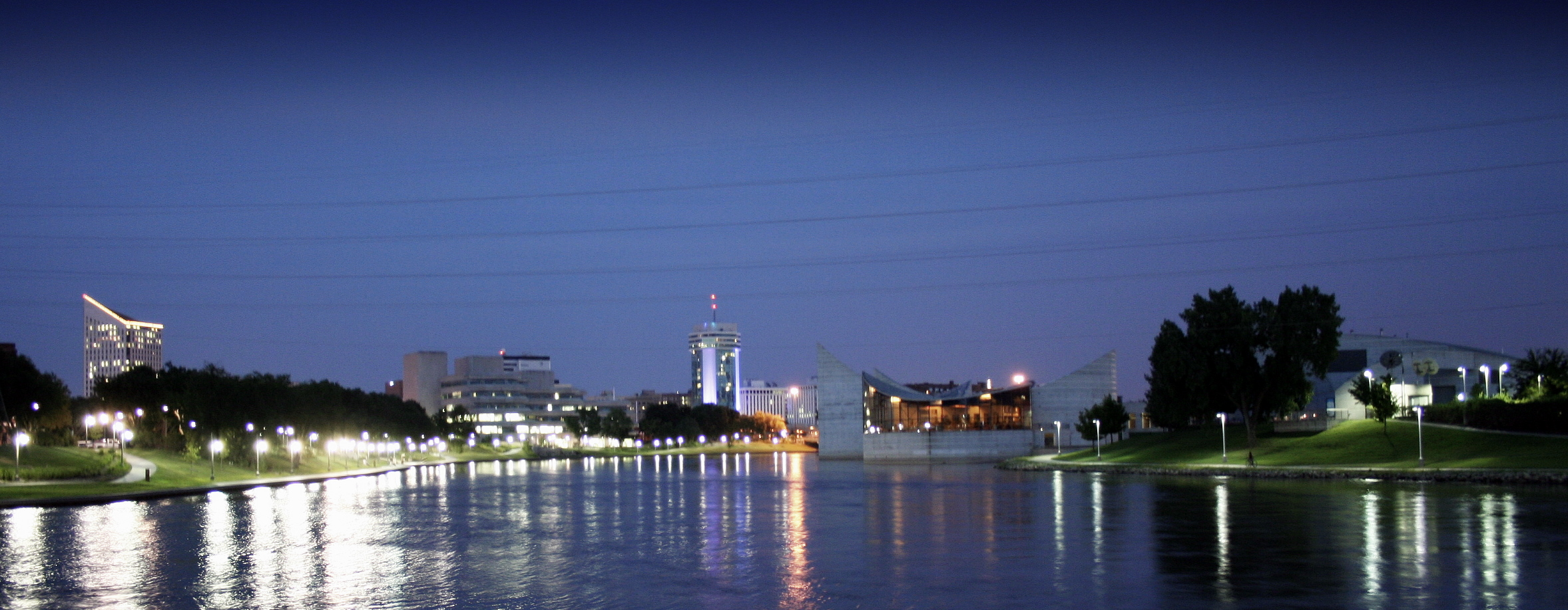
A folyó Wichitában
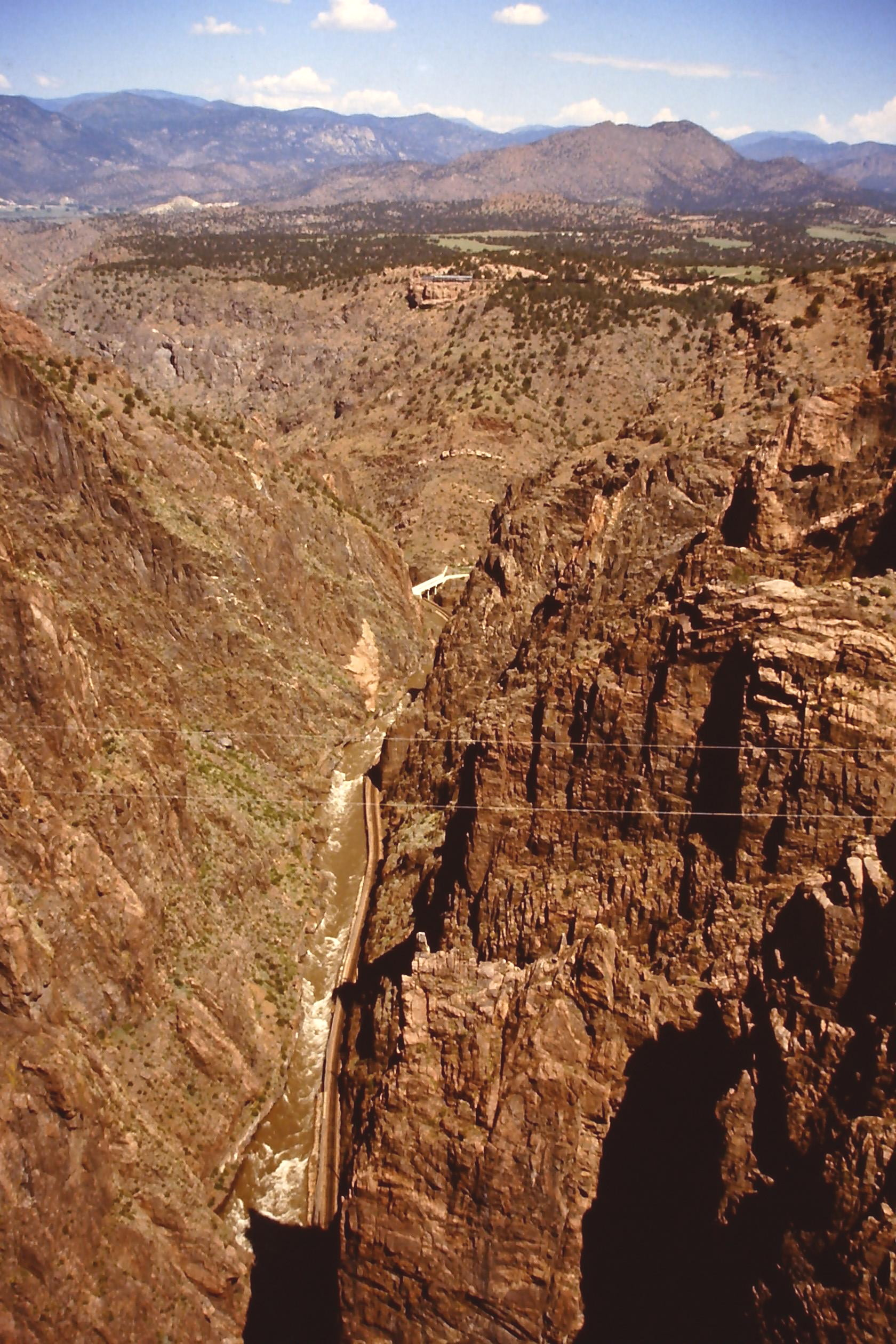
Royal Gorge
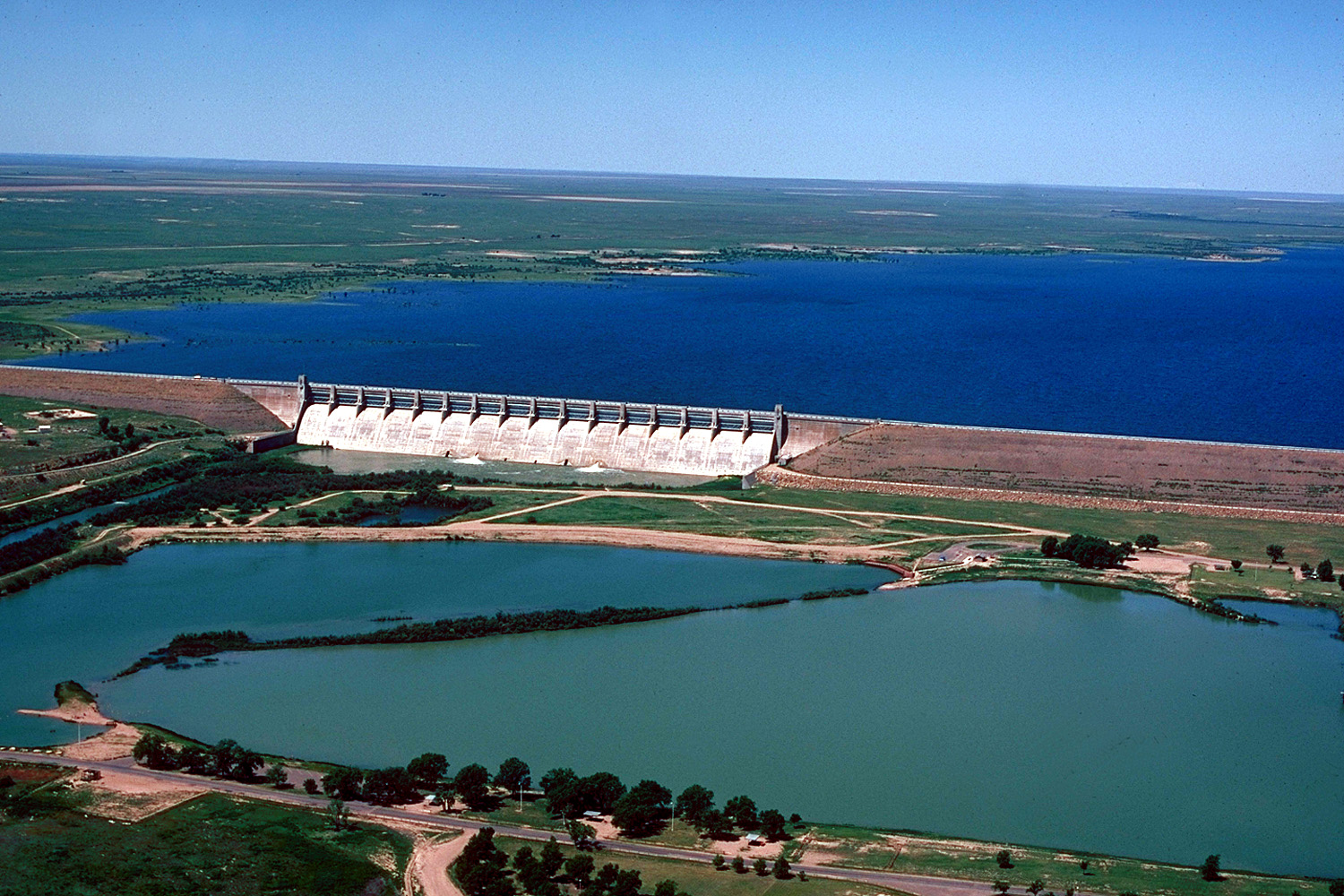
A John Martin-gát és víztározó Coloradóban
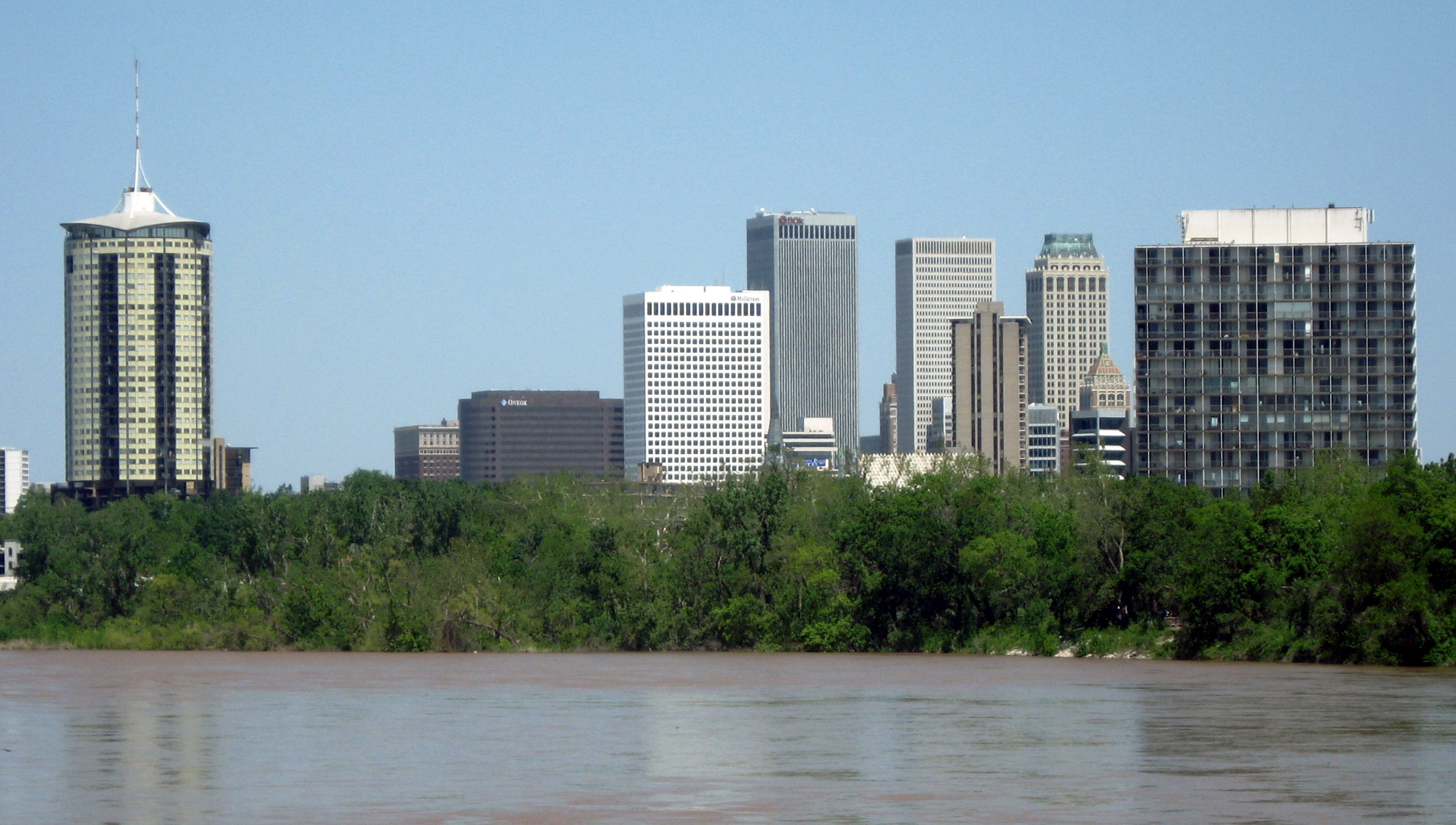
Az Arkansas Tulsában

## Fordítás
- Ez a szócikk részben vagy egészben  az   Arkansas River című angol Wikipédia-szócikk ezen változatának fordításán alapul.  Az eredeti cikk szerkesztőit annak laptörténete sorolja fel. Ez a jelzés csupán a megfogalmazás eredetét és a szerzői jogokat jelzi, nem szolgál a cikkben szereplő információk forrásmegjelöléseként.